# Nunningen
Nunningen es una comuna suiza del cantón de Soleura, localizada en el distrito de Thierstein. Limita al norte con las comunas de Himmelried y Seewen, al este con Bretzwil (BL) y Lauwil (BL), al sur con Beinwil, al suroeste con Meltingen, al oeste con Zullwil y Fehren, y al noroeste con Breitenbach.

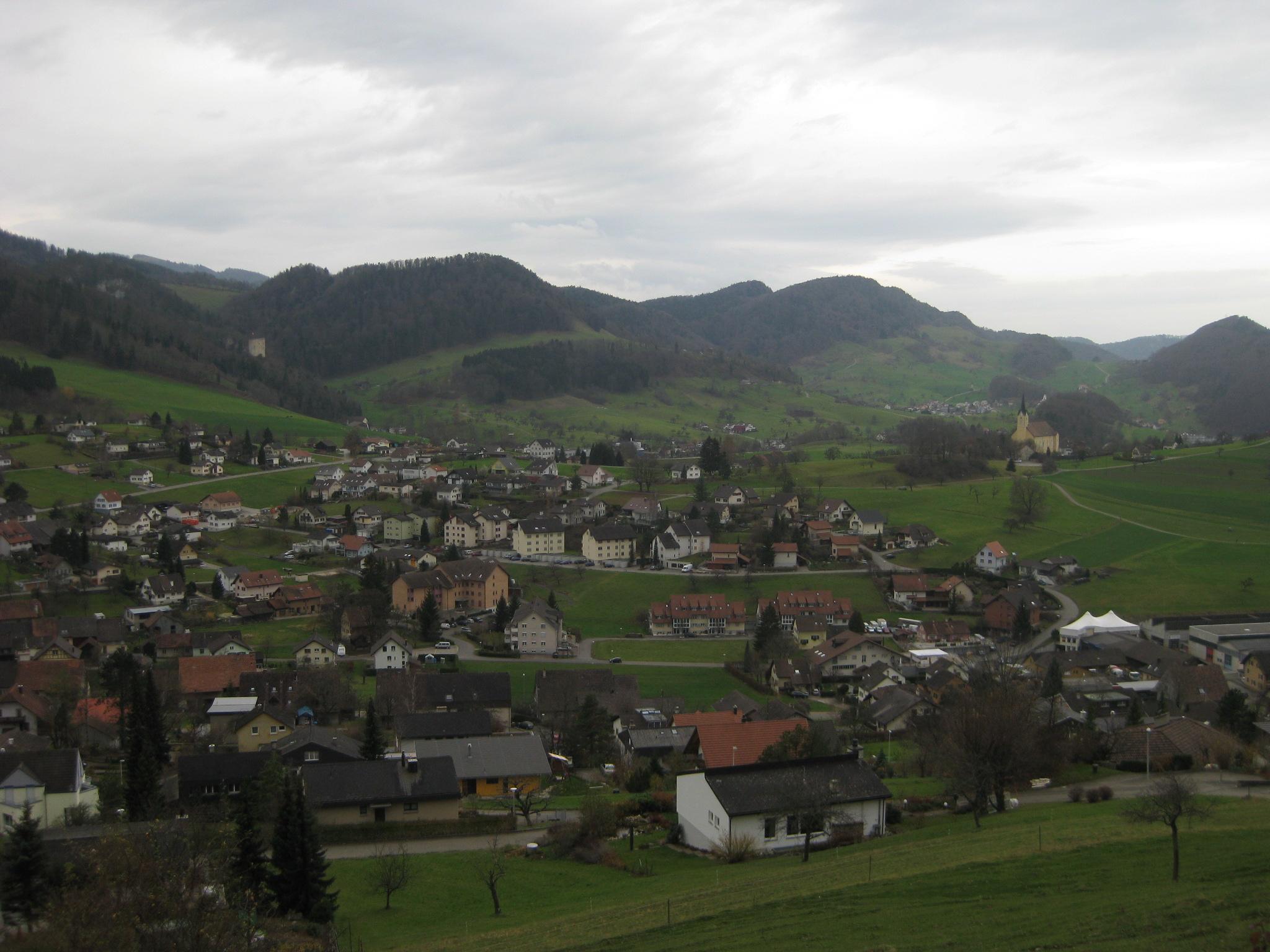
Nunningen.